# 英雄と悪漢 (アルバム)
『英雄と悪漢』（えいゆうとあっかん）は、1975年にリリースされた、甲斐バンドの2作目のオリジナル・アルバム。

## 概要
甲斐バンド2作目のオリジナル・アルバムであるが、実質のデビューアルバム。
2007年に紙ジャケット・デジタルリマスター盤にて復刻された。その際、2曲のボーナストラックが収録された。

## 収録曲

### オリジナル盤 / アナログ盤
| 全作詞・作曲・編曲: 甲斐よしひろ（特記以外）。 |                                              |                          |                          |      |
| #                                              | タイトル                                     | 作詞                     | 作曲・編曲               | 時間 |
| 1.                                             | 「ポップコーンをほおばって」                 | 甲斐よしひろ（特記以外） | 甲斐よしひろ（特記以外） | 3:32 |
| 2.                                             | 「東京の冷たい壁にもたれて」                 | 甲斐よしひろ（特記以外） | 甲斐よしひろ（特記以外） | 3:13 |
| 3.                                             | 「光と影」(作曲: 大森信和)                   | 甲斐よしひろ（特記以外） | 甲斐よしひろ（特記以外） | 2:54 |
| 4.                                             | 「裏切りの街角」(編曲: 今井裕、甲斐よしひろ) | 甲斐よしひろ（特記以外） | 甲斐よしひろ（特記以外） | 3:14 |
| 5.                                             | 「風が唄った日」(Strings: 乾裕樹)            | 甲斐よしひろ（特記以外） | 甲斐よしひろ（特記以外） | 6:07 |
| 合計時間:                                      | 合計時間:                                    | 19:00                    |                          |      |

| 全作詞・作曲・編曲: 甲斐よしひろ（特記以外）。 |                                                 |                          |                          |      |
| #                                              | タイトル                                        | 作詞                     | 作曲・編曲               | 時間 |
| 1.                                             | 「狂った夜」                                    | 甲斐よしひろ（特記以外） | 甲斐よしひろ（特記以外） | 3:51 |
| 2.                                             | 「かりそめのスウィング」                        | 甲斐よしひろ（特記以外） | 甲斐よしひろ（特記以外） | 3:18 |
| 3.                                             | 「昨日のように」                                | 甲斐よしひろ（特記以外） | 甲斐よしひろ（特記以外） | 4:26 |
| 4.                                             | 「一日の終り」(作詞: 長岡和弘 / 作曲: 松藤英男) | 甲斐よしひろ（特記以外） | 甲斐よしひろ（特記以外） | 3:32 |
| 5.                                             | 「絵日記 (薔薇色の人生)」                       | 甲斐よしひろ（特記以外） | 甲斐よしひろ（特記以外） | 4:13 |
| 合計時間:                                      | 合計時間:                                       | 19:20                    |                          |      |

### 2007年盤
| 全作詞・作曲・編曲: 甲斐よしひろ（#11、編曲: 今井裕）。 |                                                 |                                   |                                   |      |
| #                                                       | タイトル                                        | 作詞                              | 作曲・編曲                        | 時間 |
| 1.                                                      | 「ポップコーンをほおばって」                    | 甲斐よしひろ（#11、編曲: 今井裕） | 甲斐よしひろ（#11、編曲: 今井裕） | 3:32 |
| 2.                                                      | 「東京の冷たい壁にもたれて」                    | 甲斐よしひろ（#11、編曲: 今井裕） | 甲斐よしひろ（#11、編曲: 今井裕） | 3:13 |
| 3.                                                      | 「光と影」(作曲: 大森信和)                      | 甲斐よしひろ（#11、編曲: 今井裕） | 甲斐よしひろ（#11、編曲: 今井裕） | 2:54 |
| 4.                                                      | 「裏切りの街角」(編曲: 今井裕、甲斐よしひろ)    | 甲斐よしひろ（#11、編曲: 今井裕） | 甲斐よしひろ（#11、編曲: 今井裕） | 3:14 |
| 5.                                                      | 「風が唄った日」(Strings: 乾裕樹)               | 甲斐よしひろ（#11、編曲: 今井裕） | 甲斐よしひろ（#11、編曲: 今井裕） | 6:07 |
| 6.                                                      | 「狂った夜」                                    | 甲斐よしひろ（#11、編曲: 今井裕） | 甲斐よしひろ（#11、編曲: 今井裕） | 3:51 |
| 7.                                                      | 「かりそめのスウィング」                        | 甲斐よしひろ（#11、編曲: 今井裕） | 甲斐よしひろ（#11、編曲: 今井裕） | 3:18 |
| 8.                                                      | 「昨日のように」                                | 甲斐よしひろ（#11、編曲: 今井裕） | 甲斐よしひろ（#11、編曲: 今井裕） | 4:26 |
| 9.                                                      | 「一日の終り」(作詞: 長岡和弘 / 作曲: 松藤英男) | 甲斐よしひろ（#11、編曲: 今井裕） | 甲斐よしひろ（#11、編曲: 今井裕） | 3:32 |
| 10.                                                     | 「絵日記 (薔薇色の人生)」                       | 甲斐よしひろ（#11、編曲: 今井裕） | 甲斐よしひろ（#11、編曲: 今井裕） | 4:13 |
| 11.                                                     | 「薔薇色の人生」(Bonus Track)                   | 甲斐よしひろ（#11、編曲: 今井裕） | 甲斐よしひろ（#11、編曲: 今井裕） | 4:42 |
| 12.                                                     | 「裏切りの街角 (TV MIX)」(Bonus Track)          | 甲斐よしひろ（#11、編曲: 今井裕） | 甲斐よしひろ（#11、編曲: 今井裕） | 3:13 |
| 合計時間:                                               | 合計時間:                                       | 46:15                             |                                   |      |